# سدیم متواکسید
سدیم متواکسید (به انگلیسی: Sodium methoxide) با فرمول شیمیایی CH۳NaO یک ترکیب شیمیایی با شناسه پاب‌کم ۱۰۹۴۲۳۳۴ است. که جرم مولی آن ۵۴٫۰۲ می‌باشد. شکل ظاهری این ترکیب، جامد سفید است.
یکی از راه های تولید این ماده واکنش دادن سدیم هیدروکسید  با متیلن است :
۲NaOH + 2CH2 → ۲CH3ONa